# 25486 Michaelwham
25486 Michaelwham (tên chỉ định: 1999 XF81) là một tiểu hành tinh vành đai chính. Nó được phát hiện bởi dự án Nghiên cứu tiểu hành tinh gần Trái Đất Lincoln ở Socorro, New Mexico, ngày 7 tháng 12 năm 1999. Nó được đặt theo tên Michael Tyler Wham, a finalist ở Cuộc thi tìm kiếm Tài năng Khoa học trẻ Intel năm 2009.